# Ymagis
Ymagis est une société française spécialisée dans la fourniture de services et de technologies numériques pour l’industrie du cinéma. La société, arrivée sur ce marché en 2007, a dans un premier temps proposé des solutions permettant aux salles de cinéma de s'équiper pour la projection numérique. Elle a par la suite élargi son domaine d'intervention en proposant des prestations techniques à l'ensemble de la filière : producteur de films, distributeurs et exploitants de salle de cinéma. Depuis 2017, elle se diversifie dans le divertissement en ouvrant des salles d'arcade et des parcs d'aventure en réalité virtuelle.

## Historique
Dirigée par Jean-Marc Mizrahi, la société connaît une forte croissance, récompensée fin 2013 par les premiers prix Deloitte Technology Fast 500 et Fast 50.
En avril 2013, Ymagis a fait son entrée en bourse sur le compartiment C de NYSE Euronext Paris,.
En décembre 2013, création de SmartJog Ymagis Logistics (SYL) filiale de SmartJog (40 %) et Ymagis (60 %). 
En octobre 2014, Ymagis a acquis 100 % du capital de son principal concurrent, la société belge dCinex, filiale du groupe EVS. Avec cette acquisition, Ymagis est devenu le leader européen des services au cinéma numérique avec un chiffre d'affaires (sur la base de 2013) d'environ 140 millions d'euros. Cette croissance s'est poursuivie en 2015 avec l'acquisition de 51 % du capital de la société espagnole Proyecson.
En janvier 2016, Ymagis rachète à la société SmartJog, filiale du groupe TDF, la totalité de leur filiale commune SmartJog Ymagis Logistics (SYL).
En février 2019, une suspension de cours est demandée. Le groupe annonce la conclusion d’un accord avec ses créanciers obligataires afin de renégocier les conditions de remboursement de ses emprunts.
En janvier 2019, le PSE d’Eclair Cinema, société qui couvre les activités de postproduction et de restauration d’Eclair en France, a été homologué par la Direccte et autorisé par le juge commissaire. Il concerne 38 salariés.
À la suite de pertes enregistrées en 2018, le 27 février 2019, le cours s'effondre de 39.58 %.
En mai 2019, Ymagis nomme un manageur de transition, Benoit Jacheet pour accompagner le groupe dans sa restructuration financière.
Le 18 mai 2020, Ymagis annonce que les établissements bancaires partenaires du groupe viennent de refuser de lui accorder des prêts garantis par l'État (PGE). Ce refus intervient après plusieurs semaines de discussions sous l'égide du ministère de l'Économie. Ymagis menace de déposer le bilan.
Le 30 juin 2020, la société est placée en redressement judiciaire. En octobre 2020, la société Ymagis est liquidée.

## Activités
Pour son activité de financement de la transition vers la projection numérique, la société s'est inspirée d'un modèle américain, celui du Virtual Print Fee (VPF, ou frais de copies virtuels en France), pour créer un mécanisme économique qui permet de financer la numérisation des salles de cinéma en utilisant les économies que le cinéma numérique permet de générer chez les distributeurs de films. Ainsi, Ymagis collecte auprès de ces sociétés des contributions (les VPF), et les reverse à ses clients, parmi lesquels de nombreux grands réseaux de salles de cinéma : UGC, MK2, Cinéville, Cap Cinéma, Mégarama, Cinémovida. La société annonce avoir financé l'équipement de 2 785 salles de cinéma en Europe à fin décembre 2013. Avec l'acquisition de la société dCinex en 2014, ce nombre d'écrans sous contrats VPF est passé à plus de 6 000 au total.
Ymagis a élargi ses domaines d'intervention et dispose de plusieurs unités opérationnelles :
- Financial services : cette activité s'est initialement structurée autour du financement de la transition numérique des salles de cinéma et services aux exploitants. Cette activité est parvenue à maturité, tous les écrans européens étant désormais convertis au numérique. Elle s'oriente désormais vers des techniques de financement plus classiques, comme le leasing.
- Content Services : laboratoire numérique, services de duplication et d'acheminement de copies numériques. Fin 2013, Ymagis crée avec Smartjog, filiale de TDF, Smartjog-Ymagis Logistics, filiale spécialisée dans l'acheminement de contenus numériques vers les salles de cinéma ou les laboratoires[20]. En avril 2014, Smartjog Ymagis Logistics acquiert les activités de la société britannique Arqiva dans le domaine du cinéma numérique. Ses principaux compétiteurs sont les sociétés de postproduction et les laboratoires de cinéma pour cette activité. La reprise du groupe Eclair en août 2015 a conduit cette activité à quadrupler de taille.
- Exhibition Services : installation et maintenance de solutions technologiques pour les salles de cinéma (projection, chaîne son, écrans, sièges, etc.). Ses principaux compétiteurs pour cette activité sont les sociétés d'installation. Cette activité couvre désormais l'intégralité du continent européen, avec une présence en Turquie et en Russie.
- Entertainment : cette activité récente propose des loisirs numériques tournés vers la réalité virtuelle (salles d'arcade et parc d'aventures en réalité virtuelle sous la marque Illucity[21]).

## Présence
Le siège de l'entreprise se trouve à Paris ; elle dispose de filiales dans une vingtaine de pays. Ses activités sont principalement effectuées en Europe, avec une filiale récente aux États-Unis dans le domaine de l'acheminement de contenus.

## Actionnaires
| Nom                               | Actions   | %     |
| Targetin (holding)                | 1 596 331 | 20,0% |
| Amiral Gestion                    | 568 186   | 7,13% |
| Inocap Gestion SAS                | 466 073   | 5,85% |
| Sunny Asset Management            | 439 051   | 5,51% |
| Isatis Capital                    | 395 337   | 4,96% |
| Keren Finance                     | 374 900   | 4,70% |
| Norges Bank Investment Management | 364 624   | 4,58% |
| Twenty First Capital              | 296 000   | 3,71% |
| Amplegest                         | 294 761   | 3,70% |
| Financière Arbevel                | 249 190   | 3,13% |

Mise à jour au 12/09/2019.